# Емма Вудгауз
Емма Вудгауз (або Вудхаус) — головна героїня роману Джейн Остін «Емма» 1815 року. У першому реченні роману вона описана як «красива, розумна і багата, зі зручним домом і щасливою вдачею...». Джейн Остін під час написання роману назвала Емму «героїнею, яка не сподобається нікому, крім неї самої».

## Характеристика
Розумна та впевнена в собі, Емма піклується про свого батька після смерті матері. Вона має гостріший розум, ніж її родичі, але їй бракує дисципліни. Хоча вона співчутлива до бідних і є активним членом суспільства, її сильне почуття класового статусу спонукає її упереджено ставитися до сімей Гайбері, Мартінів або Коулз, які, на її думку, повинні підняти себе до рівня шляхти.
Хоча вона здатна бути надзвичайно ласкавою та терплячою з тими, кого вважає дорогими, Емма часто поводиться легковажно або егоїстично. Вона безтурботно маніпулює життям своєї подруги Гаррієт Сміт, нехтує своєю знайомою Джейн Фейрфакс і ображає бідну міс Бейтс. Проте її друзі, особливо місіс Вестон і Джордж Найтлі бачать в ній потенціал.

## Стосунки
Джордж Найтлі — друг Емми, брат чоловіка її сестри Ізабелли. Він старший за Емму на 16 років, часто дає їй поради та вказівки, особливо після того, як мати дівчини померла. Містер Найтлі часто дражнить або лає Емму за її легковажні заняття, такі як сватання. Він також не погоджується та час від часу сперечається з Еммою, зокрема щодо її втручання у відносини Гаррієт Сміт і Роберта Мартіна. Найтлі проводить більшість вечорів з Еммою та її батьком.

Через свою прихильність до Емми, містер Найтлі не любив Френка Черчілля, несвідомо вважаючи його конкурентом. Крім того, саме через ревнощі до Френка, містер Найтлі визнав свої романтичні почуття до Емми. 

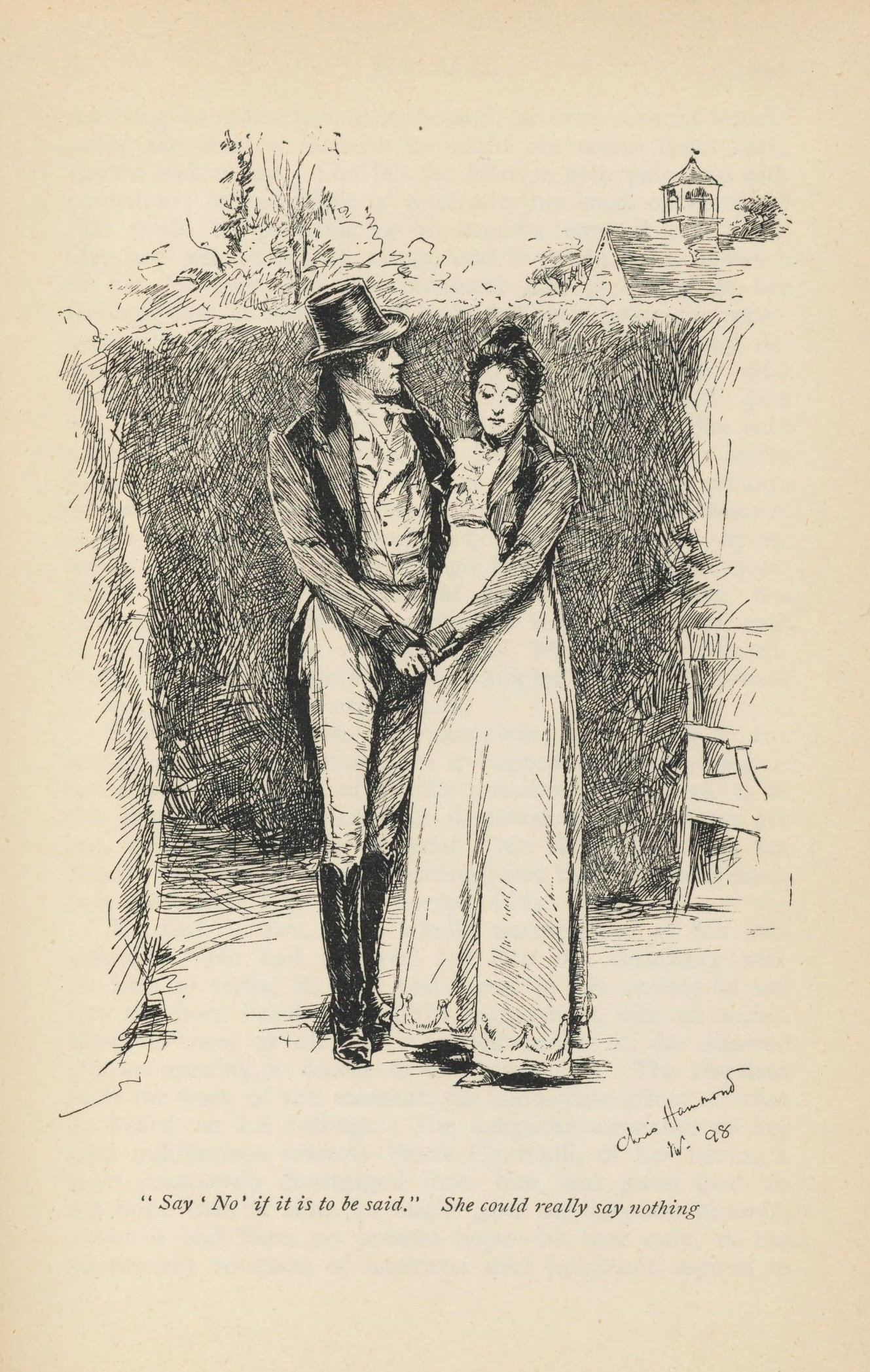
Емма та містер Найтлі на ілюстрації Кріса Хаммонда з видання 1898 року

Хоча містер Найтлі здебільшого раціональний, він також може діяти більш імпульсивно по відношенню до Емми, наприклад, здійснити раптовий візит до Лондона та повернутися таким же несподіваним чином, щоб зробити їй пропозицію. Емма також поступово усвідомлює свої почуття до нього через ревнощі спочатку до Джейн Фейрфакс, а потім до Гаррієт Сміт.
Гаррієт Сміт — бідна учениця місцевого інтернату, на яку Емма звертає увагу після втрати товариства місіс Вестон. Незважаючи на скромне походження Гаррієт, Емма захоплюється її лагідністю, добродушністю та приємною зовнішністю. Вона вирішує взяти Гаррієт під свою опіку та допомогти їй знайти хорошого чоловіка. Однак гордість Емми заважає їй розпізнати гарну пару для Гаррієт в особі Роберта Мартіна, шанованого фермера. Натомість Емма заохочує Гаррієт повірити, що нею захоплюється містер Елтон, сільський вікарій. Проте пізніше виявляється, що він закоханий не у Гаррієт, а в саму Емму. Тим не менш, наївна Гаррієт не звинувачує Емму в приниженні, і вони залишаються друзями.
Пізніше Гаррієт закохується в містера Найтлі після того, як він запросив її на танець, коли містер Елтон відмовився. Емма ж вважала, що Гаррієт таємно кохає Френка Черчілля, але дізнавшись правду, почувається одночасно приголомшеною і наляканою, що призводить до розуміння того, що вона закохана в Найтлі. 

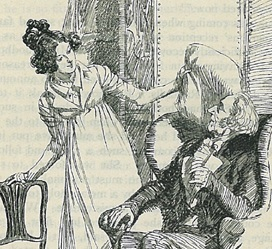
Емма з батьком на ілюстрації Х'ю Томсона

Містер Вудгауз, батько Емми. Він не любить виходити на вулицю, відвідувати вечірки та проти одруження, зокрема, на тій підставі, що це може зашкодити здоров’ю. Коли Ізабелла вийшла заміж, Емма взяла на себе зобов’язання залишитися в Гартфілді й піклуватися про нього. 
Місіс Вестон, раніше міс Тейлор, була гувернанткою Емми до того, як вийшла заміж. Вони з Еммою люблять одне одного і є близькими друзями. Вона служить матір'ю для дівчини і часто дає їй поради.
Джейн Ферфакс, яка залишилася сиротою в юному віці, є племінницею міс Бейтс. Вона красива, успішна молода дівчина. Усі вважають Джейн ідеальною подругою для Емми, проте та нехтує компанією Джейн через ревнощі й називає її «холодною». Без відома Емми, Джейн таємно заручується з Френком, і тому флірт Френка з Еммою завдає їй великого болю.
Френк Черчілль — син містера Вестона від першого шлюбу. Він відразу завойовує симпатії оточуючих (крім містера Найтлі, що ревнує Емму). Емма швидко подружилася з Черчіллем й навіть деякий час вважала, що закохана в нього, але пізніше після новин про його заручини з Джейн Ферфакс, визнала свої почуття до Найтлі.

## Зображення в кіно
- 1948: «Емма», в головній ролі — Джуді Кемпбел.
- 1960: «Емма», в головній ролі — Даяна Ферфакс.
- 1972: «Емма», в головній ролі — Доран Годвін.
- 1995: «Дурноголові», в головній ролі —  Алісія Сільверстоун.
- 1996: «Емма», в головній ролі — Гвінет Пелтроу.
- 1996: «Емма», в головній ролі — Кейт Бекінсейл.
- 2009: «Емма», в головній ролі — Ромола Гарай.
- 2010: «Айша», в головній ролі — Сонам Капур, місце дії —  Індія.
- 2020: «Емма», в головній ролі — Аня Тейлор-Джой.